# Club Social Cultural Deportivo Llacuabamba
Maillots
Dernière mise à jour : 18 août 2025.
Le Club Social Cultural Deportivo Llacuabamba, couramment abrégé en Deportivo Llacuabamba, est un club de football péruvien basé à Llacuabamba, dans le district de Parcoy (région de La Libertad au Pérou). Il joue actuellement en deuxième division.

## Histoire
Fondé le 15 mars 2011 à Llacuabamba, une petite ville minière à 3000 m d'altitude, le Deportivo Llacuabamba remporte l'édition 2019 de la Copa Perú sous la houlette de Roberto Tristán avant de se voir retirer le trophée pour avoir aligné un joueur suspendu (Milton Bermejo). Le club parvient quand même à accéder en 1re division péruvienne en terminant à la 2e place du Cuadrangular de Ascenso, un mini-tournoi à quatre offrant des places en D1 aux deux premiers.
Llacuabamba joue son premier match en 1re division face au Sport Boys de Callao le 2 février 2020 (défaite 2-3). Il finit par être relégué en fin de saison et joue depuis 2021 en 2e division péruvienne.

## Résultats sportifs

### Palmarès
- Copa Perú :
  - Finaliste : 2019.

### Bilan et records

#### Au niveau national
- Saisons au sein du championnat du Pérou : 1 (2020).
- Saisons au sein du championnat du Pérou D2 : 4 (2021-).

## Personnalités historiques du club

### Entraîneurs
| - Roberto Tristán (2019) - Alejandro Larrea (en) (2020) - Néstor Clausen (2020) - Néstor Otero (en) (2020) - Alberto Castillo (2020) | - Salomón Paredes (2021) - Rony Revollar (en) (2022) - Carlos Fernández (intérim) (2022) - Martín Dall'Orso (2022) - Fernando Nogara (2023-) |